# Liste der Staatsreptilien der Bundesstaaten der Vereinigten Staaten

Die grün gefärbten US-Bundesstaaten haben ein offizielles Staatsreptil

Dies ist eine Liste der offiziellen Staatsreptilien der Bundesstaaten der Vereinigten Staaten. Diese Reptilien gelten als bundesstaatliche Wahrzeichen in den jeweiligen Bundesstaaten der Vereinigten Staaten
| Bundesstaat    | Abbildung | Deutscher Name                      | Wissenschaftliche Bezeichnung  | Jahr |
| -------------- | --------- | ----------------------------------- | ------------------------------ | ---- |
| Alabama        |           | Alabama-Rotbauch-Schmuckschildkröte | (Pseudemys alabamensis)        | 1990 |
| Alaska         |           |                                     |                                |      |
| Arizona        |           | Kantenkopf-Klapperschlange          | (Crotalus willardi)            | 1986 |
| Arkansas       |           |                                     |                                |      |
| Colorado       |           | Westliche Zierschildkröte           | (Chrysemys picta bellii)       | 2008 |
| Connecticut    |           |                                     |                                |      |
| Delaware       |           |                                     |                                |      |
| Florida        |           | Mississippi-Alligator               | (Alligator mississippiensis)   | 1987 |
| Florida        |           | Unechte Karettschildkröte           | (Caretta caretta)              | 2008 |
| Florida        |           | Georgia-Gopherschildkröte           | (Gopherus polyphemus)          | 2008 |
| Georgia        |           | Georgia-Gopherschildkröte           | (Gopherus polyphemus)          | 1989 |
| Hawaii         |           |                                     |                                |      |
| Idaho          |           |                                     |                                |      |
| Illinois       |           | Zierschildkröte                     | (Chrysemys picta)              | 2005 |
| Kalifornien    |           | Kalifornische Gopherschildkröte     | (Gopherus agasizzii)           | 1972 |
| Kalifornien    |           | Lederschildkröte                    | (Dermochelys coriacea)         | 2012 |
| Kansas         |           | Schmuck-Dosenschildkröte            | (Terrapene ornata)             | 1986 |
| Kentucky       |           |                                     |                                |      |
| Louisiana      |           | Mississippi-Alligator               | (Alligator mississippiensis)   | 1983 |
| Maine          |           |                                     |                                |      |
| Maryland       |           | Diamantschildkröte                  | (Malaclemys terrapin)          | 1994 |
| Massachusetts  |           | Gewöhnliche Strumpfbandnatter       | (Thamnophis sirtalis)          | 2007 |
| Michigan       |           | Zierschildkröte                     | (Chrysemys picta)              | 1995 |
| Minnesota      |           |                                     |                                |      |
| Mississippi    |           | Mississippi-Alligator               | (Alligator mississippiensis)   | 2005 |
| Missouri       |           | Carolina-Dosenschildkröte           | (Terrapene carolina triunguis) | 2007 |
| Montana        |           |                                     |                                |      |
| Nebraska       |           |                                     |                                |      |
| Nevada         |           | Kalifornische Gopherschildkröte     | (Gopherus agassizii)           | 1989 |
| New Hampshire  |           |                                     |                                |      |
| New Jersey     |           |                                     |                                |      |
| New Mexico     |           |                                     | (Cnemidophorus neomexicanus)   | 2003 |
| New York       |           | Schnappschildkröte                  | (Chelydra serpentina)          | 1979 |
| North Carolina |           | Carolina-Dosenschildkröte           | (Terrapene carolina)           | 1979 |
| North Dakota   |           |                                     |                                |      |
| Ohio           |           | Schwarznatter                       | (Coluber constrictor)          | 1995 |
| Oklahoma       |           | Halsbandleguan                      | (Crotaphytus collaris)         | 1969 |
| Oregon         |           |                                     |                                |      |
| Pennsylvania   |           |                                     |                                |      |
| Rhode Island   |           |                                     |                                |      |
| South Carolina |           | Unechte Karettschildkröte           | (Caretta caretta)              | 1988 |
| South Dakota   |           |                                     |                                |      |
| Tennessee      |           | Carolina-Dosenschildkröte           | (Terrapene carolina)           | 1995 |
| Texas          |           |                                     | (Phrynosoma cornutum)          | 1993 |
| Texas          |           | Atlantik-Bastardschildkröte         | (Lepidochelys kempii)          | 2013 |
| Utah           |           |                                     |                                |      |
| Vermont        |           | Zierschildkröte                     | (Chrysemys picta)              | 1994 |
| Virginia       |           | Östliche Strumpfbandnatter          | (Thamnophis sirtalis sirtalis) | 2016 |
| Washington     |           |                                     |                                |      |
| West Virginia  |           | Wald-Klapperschlange                | (Crotalus horridus)            | 2008 |
| Wisconsin      |           | Östliche Strumpfbandnatter          | (Thamnophis sirtalis sirtalis) | 2016 |
| Wyoming        |           | Große Kurzhornkrötenechse           | (Phrynosoma hernandesi)        | 1993 |